# Jean Laplanche
Jean Laplanche (21. července 1924 – 6. května 2012) byl francouzský psychoanalytik, jeden z nejvýznamnějších představitelů francouzského filozofického a psychoanalytického myšlení, který je však mimo francouzský kulturní okruh málo známý (A proto vznikla nadace pro podporu překladu jeho děl do angličtiny). Do mnoha jazyků byl přeložen pouze jeho Psychoanalytický slovník, který napsal s J.-B. Pontalisem. Laplanche představuje ve Francii tzv. třetí psychoanalytickou generaci (první reprezentovala Marie Bonapartová, druhou Jacques Lacan).

## Biografie
Ještě jako adolescent se podílel na odbojové činnosti ve francouzském hnutí odporu za 2. světové války. Po ní studoval prestižní lyceum École normale supérieure, kde byl ovlivněn učiteli jako byl Jean Hyppolite, Gaston Bachelard či Maurice Merleau-Ponty. Poté studoval filozofii na Harvardově univerzitě, kde byl pod vlivem Rudolpha Loewensteina. V 60. letech se stal učitelem na pařížské Sorbonně, kde se stal nakonec profesorem.
Už od války se politicky angažoval na radikální levici, která ovšem kritizovala stalinismus. Byl spoluzakladatelem hnutí Socialisme ou barbarie i stejnojmenné revue.
Roku 1947 se setkal s Jacquesem Lacanem, u něhož podstoupil psychoanalýzu. Na Lacanovu radu vystudoval krom filozofie ještě psychiatrii na lékařské fakultě (absolvoval roku 1959 a jeho diplomová práce byla věnována schizofrenickému básníkovi Hörderlinovi). Roku 1960 na kolokviu v Bonnevalu Laplanche odmítl dvě základní Lacanovy koncepce: Jméno otce jako jádro nevědomí a tvrzení, že nevědomí je strukturováno jako řeč. Definitivně se s Lacanem rozešel roku 1964. Jeho myšlením byl nadále silně ovlivněn, ale již se vůči němu vymezoval – proto je někdy označován za "post-lacanovce" (podobně jako Didier Anzieu).
Roku 1967 publikoval společně s Jean-Bertrandem Pontalisem Slovník psychoanalýzy, který byl přeložen do patnácti jazyků. Roku 1988 se pustil do nového překladu Freudových sebraných spisů do francouzštiny.
Roku 1987 vydal svou základní práci Nouveaux fondements pour la psychoanalyse, kde rozvinul teorii "obecného svedení" (la séduction généralisée). V ní se vrátil k Freudově prapůvodní teorii svedení a dal jí moderní filozofický háv. Podle Laplanche každý z nás v dětství prožil prapůvodní svedení rodičem (séduction originaire), neboť každý byl vystaven jeho záhadným, latentně erotickým impulsům (signifiants énigmatiques), čímž je míněna například mateřská něha. Jádrem nevědomí tak není Oidipus ani Jméno otce, ale Enigma, záhada, "čím jsem pro matku", přičemž tato záhada má sexuální (senzuální) povahu, neboť byla započata svedením k tělesnosti. Prapůvodní svedení se pak inkarnuje jako podstata i do oidipovského dramatu, a tím i do neurózy (neurotické fantazie o incestu).